# Нови Тарг
Нови Тарг (пољ. Nowy Targ) је град у Пољској у Војводству Малопољском у Повјату новотарски. Према попису становништва из 2011. у граду је живело 33.812 становника.

## Становништво
Према прелиминарним подацима са пописа, у граду је 2011. живело 33.812 становника.
| 2002.  | 2011.  | 2012.  |
| ------ | ------ | ------ |
| 33.034 | 33.812 | 33.804 |

## Партнерски градови
- Радеформвалд
- Еври